# Anna (curta-metragem)
Anna (em ucraniano:  Анна) é uma curta-metragem live-action dirigida pelo cineasta israelita Dekel Berenson, radicado em Londres. Este filme de 15 minutos aborda questões sociais e humanitárias do mundo real, retratando os "Love Tours" organizados na Ucrânia para homens estrangeiros que procuram uma parceira para levar para casa. Anna estreou em competição no 72.º Festival de Cinema de Cannes, ganhou um BIFA, foi pré-seleccionada para um BAFTA e foi nomeada para os Prémios da Academia de Cinema Israelita e para os Prémios da Academia de Cinema Ucraniana.

## Enredo
Anna, uma mãe solteira de meia-idade que vive no leste da Ucrânia devastado pela guerra, está desesperada por uma mudança. Enquanto trabalha numa fábrica de processamento de carne, ela ouve um anúncio no rádio para participar numa festa organizada para homens estrangeiros que estão a percorrer o país em busca de amor. Uma vez lá juntamente com a filha, Anna enfrenta a realidade da velhice e entende as reais intenções dos homens. Ambos se consciencializam do absurdo e da indignidade da situação.
O filme recebeu inúmeros prémios e foi exibido em cerca de 350 festivais e seleccionado mais de 160 vezes.
| Ano  | Apresentador/Festival                           | Prêmio/Categoria                      | Status            |
| ---- | ----------------------------------------------- | ------------------------------------- | ----------------- |
| 2020 | BAFTA                                           | Curta-metragem britânica              | Não se qualificou |
| 2020 | Prémios da Academia de Cinema de Israel         | Melhor Curta-Metragem                 | Indicado          |
| 2019 | Prémios de Cinema Independente Britânico (BIFA) | Melhor Curta-Metragem Britânica       | Venceu            |
| 2019 | 72º Festival de Cinema de Cannes                | Palma de Ouro - Melhor Curta-Metragem | Indicado          |